# Chromatica
Chromatica este cel de-al șaselea album de studio al cântăreței și textierei americane Lady Gaga. S-a stabilit inițial ca discul să fie lansat la 10 aprilie 2020, însă lansarea sa a fost amânată cu șapte săptămâni până la 29 mai 2020. din cauza pandemiei de coronavirus. Artista și-a dorit ca albumul să reprezinte o reamintire a „iubirii absolute pentru muzica electronică” și conține producții realizate în principal de BloodPop, BURNS, Axwell și Tchami. Temele discului gravitează în jurul unor subiecte precum sănătatea mentală, vindecarea și găsirea fericirii în situații dificile. Chromatica include colaborări cu Ariana Grande, Blackpink și Elton John. „Stupid Love” a fost lansat la 28 februarie 2020 drept primul disc single extras de pe album, devenin un șlagăr de top cinci în Statele Unite și Regatul Unit. „Rain On Me” a fost lansat la 22 mai 2020 drept cel de-al doilea disc single, în timp ce „Sour Candy” a fost lansat drept disc single promoțional la 28 mai 2020.

## Ordinea pieselor pe disc
A fost dezvăluit faptul că albumul va include 16 cântece în total, în timp ce versiunea deluxe distribuită exclusiv lanțului comercial Target va conține trei piese bonus.
| Nr. | Titlu                                      | Producător(i)                   | Lungime |  |
| 1.  | „Chromatica I”                             |                                 |         |  |
| 2.  | „Alice”                                    |                                 |         |  |
| 3.  | „Stupid Love”                              | BloodPop Tchami Martin Ben Rice | 3:14    |  |
| 4.  | „Rain on Me” (împreună cu Ariana Grande)   |                                 |         |  |
| 5.  | „Free Woman”                               |                                 |         |  |
| 6.  | „Fun Tonight”                              |                                 |         |  |
| 7.  | „Chromatica II”                            |                                 |         |  |
| 8.  | „911”                                      |                                 |         |  |
| 9.  | „Plastic Doll”                             |                                 |         |  |
| 10. | „Sour Candy” (împreună cu Blackpink)       |                                 |         |  |
| 11. | „Enigma”                                   |                                 |         |  |
| 12. | „Replay”                                   |                                 |         |  |
| 13. | „Chromatica III”                           |                                 |         |  |
| 14. | „Sine from Above” (împreună cu Elton John) |                                 |         |  |
| 15. | „1000 Doves”                               |                                 |         |  |
| 16. | „Babylon”                                  |                                 |         |  |

| Versiune exclusiv distribuită la Target |                                        |               |         |  |
| Nr.                                     | Titlu                                  | Producător(i) | Lungime |  |
| 17.                                     | „Love Me Right”                        |               |         |  |
| 18.                                     | „1000 Doves” (Piano Demo)              |               |         |  |
| 19.                                     | „Stupid Love” (Vitaclub Warehouse Mix) |               |         |  |